# Maxwell Air Force Base
Maxwell Air Force Base, (IATA: MXF, ICAO: KMXF, FAA LID: MXF), ufficialmente nota come Maxwell-Gunter Air Force Base, è un'installazione USAF dipendente dallo Air Education and Training Command (AETC). Si trova presso Montgomery (Alabama) (USA). Sorge nel sito della prima Wright Flying School, ed è intitolata alla memoria del sottotenente William C. Maxwell, nato ad Atmore (Alabama). Ospita il comando principale della Air University (AU). Lo stormo di guarnigione è il 42d Air Base Wing (42 ABW).
Un'altra unità con sede a Maxwell (peraltro l'unica unità operativa di volo) è il 908th Airlift Wing (908 AW) dell'Air Force Reserve Command. Il 908 AW, attraverso il suo reparto dipendente 357th Airlift Squadron (357 AS), impiega otto velivoli C-130H Hercules nell'aerotrasporto "di teatro" a supporto dei comandanti in combattimento in tutto il mondo. In quanto unità di aerotrasporto dell'AFRC, il 908th dipende funzionalmente dall'Air Mobility Command (AMC).
Gunter Annex è una struttura separata che fa capo al 42 ABW. Originariamente nota come Gunter Field, poi prese il nome di Gunter Air Force Station (Gunter AFS) quando furono chiuse le sue piste ed eliminata la relativa attività di volo. Negli anni 1980 fu rinominata Gunter Air Force Base (Gunter AFB). Per prevenire futuri provvedimenti di chiusura collegati al piano Base Realignment and Closure (BRAC), Gunter AFB fu incorporata in Maxwell AFB nel marzo 1992, dando vita all'installazione complessa Maxwell/Gunter AFB.
Nel comprensorio di Maxwell AFB sorge pure Federal Prison Camp, Montgomery, una struttura detentiva maschile di minima sicurezza.

## Storia

### Origini
Verso la fine del febbraio 1910 i fratelli Wright decisero di aprire una delle prime scuole volo del mondo, nello stesso posto che in seguito avremmo chiamato Maxwell AFB. I Wright insegnavano i principi del volo, tra cui il decollo, l'assetto, le svolte e l'atterraggio. La Wright Flying School fu chiusa il 26 maggio 1910.
Il campo funse da stazione di riparazione durante la prima guerra mondiale. In realtà il deposito costruì il primo aereo fatto a Montgomery e lo mise in mostra al campo il 20 settembre 1918. Con la fine della guerra l'attività di riparazione presso questa stazione si ridusse notevolmente.

### Primo dopoguerra

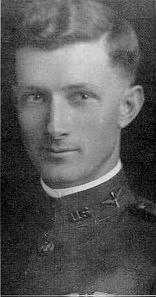
Il sottotenente William C. Maxwell, cui è intitolata la base.

Il terreno su cui insisteva lo Aviation Repair Depot era stato preso in affitto dallo U.S. Army nella Prima guerra mondiale, e poi acquistato l'11 gennaio 1920 per $34 327. Il calo di attività postbellico indusse il War Department ad annunciare nel 1919 che intendeva chiudere trentadue strutture nella nazione, tra cui l'Aviation Repair Depot. A quel tempo l'Aviation Repair Depot erogava stipendi a dipendenti civili per $27 000, ed era una componente essenziale dell'economia cittadina. Perdere la base avrebbe potuto significare un grave colpo per la società di Montgomery. Il campo rimase aperto fino ai primi anni 1920 solo per le lungaggini del War Department. Dopo tale tregua, esso dichiarò nel 1922 che le strutture indicate nel primo elenco di chiusure sarebbero davvero state cancellate in poco tempo. Le autorità comunali si aspettavano che l'Aviation Repair Depot rimanesse nella lista, poiché nel giugno 1921 erano stati licenziati 350 dipendenti civili.

L'8 novembre 1922 il War Department rinominò la stazione Maxwell Field in onore del sottotenente William C. Maxwell, nato ad Atmore (Alabama). Il 12 agosto 1920, avarie al motore del suo DH-4 costrinsero il sottotenente Maxwell a tentare l'atterraggio di fortuna su un campo di canna da zucchero nelle Filippine. Manovrando per evitare un gruppo di bambini che giocavano al suolo, colpì un palo di bandiera nascosto dalle alte canne da zucchero, decedendo all'istante. Su proposta del suo ex comandante, maggiore Roy C. Brown, il Montgomery Air Intermediate Depot fu rinominato Maxwell Field. Nel 1923 era uno dei tre depositi di aviazione dello U.S. Army Air Service. Maxwell Field riparava motori di aereo sostenendo missioni addestrative come quelle che si svolgevano a Taylor Field, sudest di Montgomery.
Maxwell Field, come la maggior parte delle stazioni o depositi aerei creati durante la Prima guerra mondiale, era su terreni affittati con edifici provvisori che rappresentavano il grosso delle costruzioni. Questi edifici/baracche temporanei erano stati costruiti per durare da due a cinque anni. A metà degli anni 1920 questi edifici fatiscenti del tempo di guerra erano diventati una vergogna nazionale. Le inchieste parlamentari mostravano inoltre che l'organico della branca aerea dell'esercito era gravemente carente. Queste criticità condussero dopo un po' allo Air Corps Act of 1926 ed ai due importanti programmi che trasformarono radicalmente i campi d'aviazione dell'esercito. L'Air Corps Act cambiò nome e condizione all'Army Air Service, che divenne U.S. Army Air Corps, e autorizzò un piano quinquennale di espansione. Tra la fine degli anni 1920 e i primi anni 1930 questo programma, assieme al 1926 Army Housing Program, produssero edifici e infrastrutture ben progettati, solidi e definitivi presso tutti i campi di aviazione dell'esercito conservati dopo la Prima guerra mondiale.
Ad abbracciare la causa di Maxwell Field fu il novello parlamentare J. Lister Hill, veterano della Prima guerra mondiale che aveva prestato servizio nei reggimenti USA di fanteria 17° e 71°. Egli, come tutti i maggiorenti di Montgomery, comprendeva il significato storico della prima scuola militare dei fratelli Wright e il potenziale di Maxwell Field per l'economia locale. Nel 1925 Hill, componente del House Military Affairs Committee, inserì un emendamento ad una legge di finanziamento militare che allocava $200 000 per la costruzione di edifici permanenti presso Maxwell Field. Questo emendamento non incontrava l'approvazione del War Department né quella dell'Army Air Corps, ma a causa delle notevoli somme spese su Maxwell Field, il War Department lo mantenne aperto. Hill sapeva che per la sopravvivenza di Maxwell Field, era necessario che fosse fiscalmente o militarmente rilevante per il War Department.
Nel settembre 1927 Hill incontrò il maggior generale Mason Patrick, capo dell'Army Air Corps, e il suo assistente, brigadier generale James Fechet, per discutere l'insediamento di un gruppo di attacco a Maxwell Field. Entrambi misero in chiaro che Maxwell Field era troppo vicino alla città di Montgomery e non era un luogo adatto per un gruppo di attacco. In pratica, chiesero ad Hill come "amico dell'Air Corps" di non "creare imbarazzo" a quest'ultimo chiedendo la collocazione del gruppo in quel posto. Avvisarono che se egli avesse insistito, loro si sarebbero "fermamente opposti" a questo tentativo. Tuttavia, il generale Patrick che neppure voleva irritare il neo-parlamentare (che era anche membro dello House Military Affairs Committee) cercò di ingraziarsi Hill offrendogli di creare uno squadrone di osservazione a Maxwell Field. Hill accolse con favore il gesto; però la creazione di uno squadrone di osservazione non corrispondeva alla missione continuativa a lungo termine che Hill desiderava per Maxwell Field.
Hill continuò a proporre la creazione del gruppo di attacco a Maxwell Field. Sosteneva che a causa degli edifici permanenti da costruire secondo i piani, sarebbe stato fiscalmente vantaggioso collocare il gruppo di attacco a Maxwell Field. Le motivazioni di Hill erano uno sviluppo di quelle che gli erano state esposte dal maggior Roy S. Brown, già comandante di Maxwell Field nel periodo 1922-1925. Nel 1927 il maggiore Roy S. Brown comandava la Air Corps Tactical School sita a Langley Field (Virginia). Il maggiore Brown esortò Hill a non menzionarlo in questa faccenda, perché sarebbe stato facile dimostrare che aveva sfruttato informazioni riservate. Hill, deluso dal mancato appoggio dei generali Patrick e Fechet, salì la scala gerarchica ed estese la corrispondenza intercorsa con il generale Fechet al Segretario alla guerra Dwight Davis, all'Assistente segretario alla guerra per l'aviazione F. Trubee Davison, ed al Capo di stato maggiore dell'esercito Charles P. Summerall. Gli fu risposto che essi avrebbero dato alla questione "piena considerazione".
In seguito fu svolta la prima missione ufficiale di volo del deposito. Nel 1927-1929 vi decollavano missioni di osservazione. Alcuni piloti del campo furono anche impegnati a completare la prima parte di un esperimento volto a istituire una rotta di posta aerea tra la costa del Golfo e la zona nord dei Grandi Laghi. Il successo del test fu determinante per la successiva istituzione di un servizio permanente di posta aerea nel Sudest.
Dall'inizio del 1928 la decisione di collocare un gruppo di attacco dell'Army Air Corps si era concentrata su Shreveport (Louisiana) e Montgomery. Entrambe le città competevano per far sì che i fondi federali venissero spesi nel rispettivo territorio, ma Shreveport che era più sviluppata economicamente di Montgomery ebbe la meglio. Nell'aprile 1928 Hill, attraverso i suoi contatti nel War Department, apprese che Montgomery non avrebbe ospitato il gruppo di attacco. Sfruttando la sua capacità d'influenza al Congresso, Hill persuase l'Assistant Secretary Davidson e Fechet (ora divenuto maggior generale dell'Air Corps) a sospendere l'annuncio ufficiale finché Montgomery non fosse stata riconsiderata dal War Department. Nel frattempo i maggiorenti di Montgomery promossero azioni per acquisire 2 km2 per l'espansione di Maxwell Field nella speranza di invogliare il War Department ad istituire il gruppo di attacco a Montgomery.
Nel maggio 1928 il generale Benjamin Foulois, assistente del generale Fechet, durante una visita ispettiva con il comandante della Third Army generale Frank Parker a Maxwell Field fece riferimento al trasferimento della Air Corps Tactical School da Langley Field ad una località da stabilirsi. Durante la sua permanenza il generale Foulois incontrò il presidente della locale camera di commercio Jesse Hearin e il comandante della piazza di Maxwell Field, maggiore Walter R. Weaver. Hearin e Weaver caldeggiavano la praticabilità di Maxwell Field e della zona di Montgomery per collocare il gruppo di attacco a Maxwell Field. Ma il generale Foulois portava il discorso sull'imminente spostamento dell'Air Corps Tactical School e considerava con favore Maxwell Field come nuova sede. Hearin immediatamente prenotò altri 4 km2 per la Air Corps Tactical School nel caso che Montgomery non fosse stata prescelta per il gruppo di attacco.
Nel luglio 1928, da indiscrezioni sulla decisione intorno alla collocazione del gruppo di attacco si venne a sapere che Shreveport avrebbe effettivamente vinto la partita. Nel dicembre 1928, dopo gran discussioni e manovre politiche fu annunciato ufficialmente dall'Assistant Secretary of War che Shreveport stava per ricevere il gruppo di attacco mentre la Army Air Corps Tactical School (ACTS) era destinata a Maxwell Field. In principio si stimava che lo spostamento a Maxwell Field da Langley Field avrebbe accresciuto di otto ufficiali e 300 militari di truppa l'organico di Maxwell Field. Ci si attendeva che l'ACTS avrebbe rappresentato per l'Army Air Corps l'equivalente di Fort Benning (Georgia) per la fanteria.
Il 15 gennaio 1929 fu annunciato che la ACTS sarebbe stata grande il doppio rispetto al piano originario. L'11 febbraio 1929 fu annunziato lo stanziamento di $1 644 298 per la costruzione dell'ACTS. Questa cifra si aggiungeva ai $324 000 che il Ministro della guerra, dopo un colloquio con il parlamentare Hill, aveva già approvato per la caserma dei sottufficiali ed un ufficio scolastico. Il 12 marzo si tenne un vertice tra il maggiore Kennedy, Chief of Buildings and Grounds of the Army Air Corps e comandante ACTS, e il parlamentare Lister Hill per determinare ubicazione e tipologie degli edifici da costruire. Nel marzo 1929 personale di Maxwell intervenne in soccorso di alluvionati di Montgomery. Fu la prima occasione in cui cibo e altri generi di conforto furono paracadutati da forze armate USA durante una grave emergenza civile.
Il 9 luglio 1929 il capitano Walter J. Reed e una squadra di avvocati verificarono i titoli di proprietà dei terreni da acquisire. Lo stesso giorno il War Department annunciò che il progetto era cambiato nel senso che l'ACTS sarebbe stata quattro volte più grande di quanto inizialmente previsto, con 200 ufficiali e 1000 militari di truppa. All'epoca, questo faceva di Maxwell Field (quanto al personale) la più grande installazione dell'Army Air Corps nel sudest. Furono sottoscritti circa 300 atti di cessione di terreni occupati dall'Air Corps Tactical School, tra cui uno firmato da un minore. Il presidente della camera di commercio di Montgomery James Hearin commentò: "… ci saranno casi da dirimere in tribunale." Malgrado la prevedibile corsa a firmare, il 5 ottobre furono siglati gli atti di cessione e spediti per posta al War Department.
Il 17 dicembre 1929 il parlamentare Lister Hill presentò una proposta di legge per destinare $320 000 all'acquisto di 4 km2 di terreno nella contea di Montgomery nel quadro di un programma per espandere Maxwell Field. Si trattava di una mossa molto audace da parte di Hill in considerazione del crollo della borsa. Gli effetti del crollo non avevano ancora avuto luogo; in ogni caso, il panico causato dal crollo aveva certamente destato l'attenzione di Montgomery.

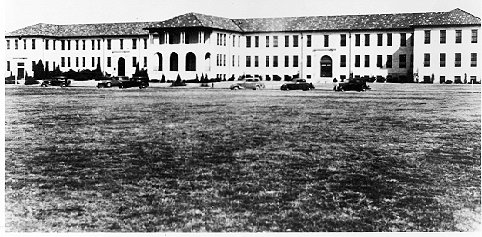
Austin Hall fu costruita nel 1931 come edificio principale della Air Corps Tactical School.

Il 25 gennaio 1930 il presidente Herbert Hoover chiese al Congresso di ri-allocare altri centomila dollari per l'edificio principale di Maxwell Field. La politica del presidente Hoover consisteva nell'accelerare le opere pubbliche per compensare la disoccupazione. Nel febbraio 1930 la Camera dei rappresentanti approvò la risoluzione del parlamentare Hill e 320 000 m2 furono destinati a Maxwell Field per un suo ampliamento. George B. Ford e Frederick Law Olmsted Jr. furono incaricati dal Army Quartermaster Corps e progettarono la disposizione complessiva dell'ACTS a Maxwell. Ford usò un approccio che accorpava funzioni simili. Questa tecnica permise una gran quantità di spazi aperti e diede ad ogni nucleo un aspetto caratteristico.
Il 17 settembre 1931 iniziò l'attività addestrativa a Maxwell Field. Quarantun allievi si adunarono alle 08:40 nella sala conferenze dell'ufficio operazioni per istruzione generale. I corsi furono suddivisi in sezioni, con alcuni piloti inviati ai voli di controllo, mentre altri uscivano a perlustrare la campagna circostante in modo da conoscere le zone che si meglio prestavano ad eventuali atterraggi di emergenza.
Nella mattina del 22 settembre 1931 si svolsero le esercitazioni di apertura dell'Air Corps Tactical School. Il 24 settembre fu ufficialmente avviata la Air Corps Tactical School. Il discorso fu pronunciato dal maggior generale James E. Fechet, capo dell'Army Air Corps, alla presenza del parlamentare Lister Hill e del comandante dell'Air Corps Tactical School, maggiore John F. Curry. Il generale Fechet, nell'annunciare che a breve sarebbe andato in congedo, dichiarò che i quarantun allievi un giorno sarebbero potuti divenire generali dell'Air Corps. In un successivo pranzo formale, il generale Fechet encomiò altresì l'atteggiamento di Montgomery verso l'Air Corps.
Il corpo docente del 1931-1932 annoverava istruttori di Army Air Corps (AC), Army Infantry (Inf), Army Chemical Warfare Service (CWS), e Army Field Artillery (FA). Inizialmente, l'impostazione didattica della scuola era segnata dall'influenza dominante del brigadier generale Billy Mitchell. Mitchell credeva fermamente nell'importanza di ottenere e conservare la superiorità aerea in un conflitto. Propugnava il coordinamento degli aerei da "ricerca" (lo US Army chiamava così i suoi caccia fino alla fine degli anni 1940) con i bombardieri, considerava le forze nemiche da "ricerca" come la minaccia più seria per il successo di operazioni di bombardamento, e pensava che il compito dei caccia americani non fosse necessariamente scortare i bombardieri, ma anche cercare ed attaccare i caccia nemici. Durante i primi cinque anni di attività della scuola, i convincimenti di Mitchell formarono la base dell'istruzione impartita dalla scuola tattica. Ma dalla metà degli anni 1930 la scuola avrebbe spostato il baricentro della sua attenzione dall'aviazione da "ricerca" a quella da bombardamento.
Il 16 luglio 1933 il parlamentare Lister Hill ottenne l'approvazione del War Department per la spesa immediata di $1 650 075 su Maxwell Field. La richiesta di Hill era giustificata dall'incremento di organico all'Air Corps Tactical School e dal disperato bisogno di posti di lavoro fra gli abitanti di Montgomery. All'inizio di ottobre 1933 si aprì la gara per progetti di costruzione che dovevano iniziare subito; la costruzione del 1933-1934 in seguito impiegò una media di 500 lavoratori aggiuntivi.

### Seconda guerra mondiale

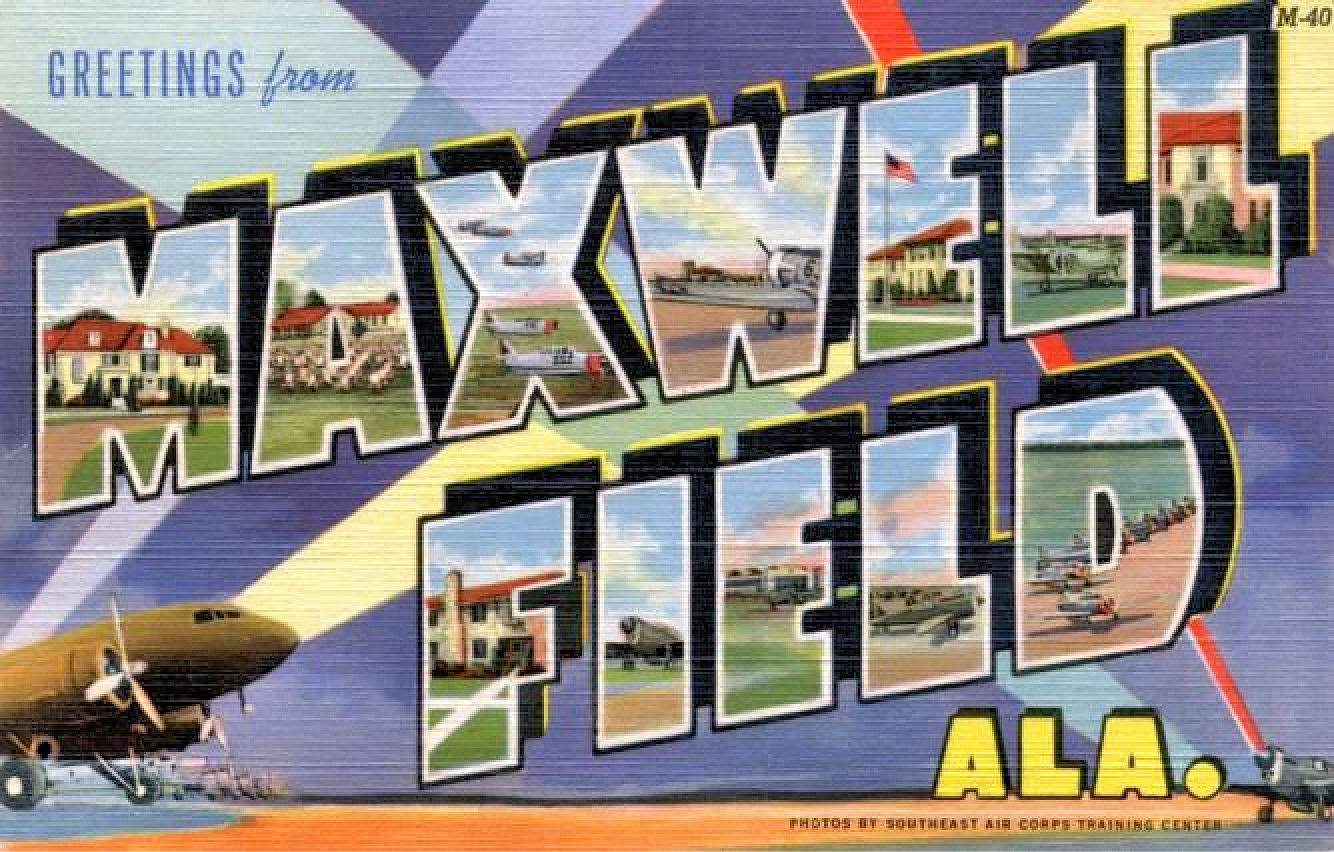
Cartolina di Maxwell Field nella Seconda guerra mondiale

La Air Corps Tactical School fu part il 15 luglio 1931. La scuola si trasformò nel primo centro tattico dell'Army Air Corps (in seguito, dell'United States Air Force) fino a che l'imminenza del coinvolgimento americano nella seconda guerra mondiale impose una sospensione dei corsi nel giugno 1940 che causò la chiusura permanente della scuola. Uno dei risultati degni di nota della scuola fu la creazione di due squadre acrobatiche: i "Tre uomini su un trapezio volante" costituita nel 1932 dall'allora capitano Claire L. Chennault e gli Skylarks nel 1935.
Nel 1940 fu annunciato che l'installazione sarebbe stata convertita in un centro di addestramento per piloti. L'8 luglio 1940 l'Army Air Corps rinominò il suo centro addestramento di Maxwell Field Southeast Air Corps Training Center. Esso gestiva l'addestramento al volo (di base, primario ed avanzato) presso campi di aviazione negli Stati Uniti orientali.

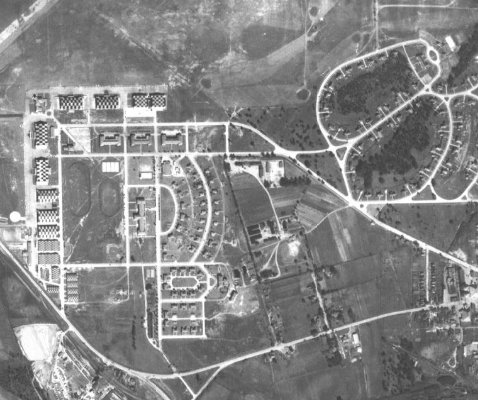
Veduta aerea di Maxwell Field nel 1937

Fu anche attivata una Air Force Pilot School (di pre-volo) che istruiva cadetti di aviazione  nella meccanica e fisica del volo e richiedeva ai cadetti di frequentare con profitto corsi di matematica e materie scientifiche. Poi si insegnava ai cadetti a mettere in pratica le loro conoscenze insegnando loro aeronautica, tiro a bersagli in movimento, e a pensare in tre dimensioni.
Nel giugno 1941 l'Army Air Corps divenne U.S. Army Air Forces, e l'8 gennaio 1943, il War Department costituì e rinominò la scuola 74th Flying Training Wing (pre-volo).
Negli anni successivi, Maxwell ospitò altre sei scuole che addestravano gli aviatori USA e le loro squadre di appoggio per il tempo di guerra. Nel corso della guerra diminuì la richiesta di allievi piloti, e le Army Air Forces decisero di non mandare più equipaggi in addestramento a Maxwell Field. Risulta che siano state costruite a supporto della scuola volo le seguenti sottobasi e basi ausiliarie:
- Passmore Auxiliary Field  32°21′30″N 86°32′00″W
- Troy Auxiliary Field 32°51′44″N 86°00′45″W
- Autaugaville Auxiliary Field  32°25′30″N 86°41′10″W

Il 31 luglio 1943 il Southeast Air Corps Training Center prese il nuovo nome di Eastern Flying Training Command. Sempre in luglio le Army Air Forces annunciarono la formazione di una scuola piloti specializzata per i quadrimotori. Il primo B-24 Liberator atterrò al campo quello stesso mese e all'inizio del 1945 l'addestramento con il bombardiere B-29 Superfortress sostituì il programma B-24.

### Secondo dopoguerra / Guerra fredda / oggi
L'addestramento a Maxwell continuò fino al 15 dicembre 1945, quando l'Eastern Flying Training Center fu disattivato e incorporato nel Central Flying Training Command presso Randolph Field (Texas).
La Air University (AU), istituzione che forniva formazione militare continua al personale Army Air Forces (ed oggi a quello USAF) fu costituita a Maxwell nel 1946, cioè un anno prima della nascita dell'U.S. Air Force come forza armata autonoma. Oggi rimane il cuore delle attività nella base di Maxwell. Nel 1992 fu disciolto il 3800th Air Base Wing (3800 ABW) e subentrò il 502d Air Base Wing (502 BW) come stormo di guarnigione, a sua volta rimpiazzato due anni più tardi dall'attuale 42d Air Base Wing.
In quanto sede della Air University, Maxwell divenne il centro di perfezionamento per il personale U.S. Air Force che ha già acquisito le nozioni di base per i rispettivi profili professionali. La Air University si sviluppò come un'istituzione dapprima influenzata dalla dottrina aerea della Seconda guerra mondiale, poi dalla Guerra fredda sotto la minaccia dell'annientamento nucleare, e dalle esperienze maturate nella Guerra di Corea e in quella del Vietnam. Al principio del XXI secolo l'attenzione fu rivolta al ruolo dell'aeronautica nel fronteggiare il terrorismo internazionale e transnazionale, sia promosso da qualche Stato, sia collegato a soggetti non-statuali. La AU dovette rivedere le proprie infrastrutture, aule e tecnologie didattiche per trasformarsi in un campus moderno e aggiornato al pari di ogni altro nelle forze armate statunitensi. La costruzione del  Maxwell's Academic Circle, complesso principale di istruzione, iniziò negli anni 1950. La sua punta di diamante era la Air University Library, poi divenuta una delle numerose importanti biblioteche in un'installazione militare.
Nel corso degli anni, furono istituite o trasferite a Maxwell AFB altre attività, tra cui il comando principale della Civil Air Patrol - USAF; lo Air Force Reserve's 908th Tactical Air Support Group (908 TASG), che si trasformò nell'odierno 908th Airlift Wing; lo Ira C. Eaker Center for Professional Development; l'ufficio Air Force Financial Systems Operation (SAF/FM); il Center for Aerospace Doctrine, Research and Education (CADRE); e la Air Force Historical Research Agency, un archivio di ricerca per studiosi dell'aeronautica e allievi AU. Nel 1994 anche la Air Force Officer Training School (OTS) fu trasferita a Maxwell AFB da Lackland AFB/Medina Annex, analogamente al comando principale dell'altro canale di accesso non accademico all'aeronautica, lo Air Force Reserve Officer Training Corps.

## Cultura di massa
Maxwell AFB appare nel videogioco Tom Clancy's EndWar come campo di battaglia possibile.